# 鄧麗盈
鄧麗盈（英語：Joann Tang Lai-ying，1965年6月11日—），原名鄧麗華，香港女演員、歌手及主持人。

## 生平
鄧麗盈有一姊一兄，早年居於沙田。1984年入讀香港大學修讀工商管理學學士後，兼職香港電台唱片騎師及廣告模特兒，後得填詞人盧國沾招攬，加入其開辦的盧沾製作公司成為其旗下藝人。 同年經盧國沾推薦，到亞洲電視試鏡，後獲取錄並於由梅小青監製、羅樂林等主演的電視劇《101拘捕令第三輯之勇敢新世界》中客串演出。
1985年，鄧麗盈獲無綫電視邀請加盟，以歌星約形式成為旗下藝人， 後開始主持該台不同節目，包括與鍾保羅合作主持綜合節目《歡樂今宵》之「激光旋律」環節， 以及與梁朝偉擔任第四屆新秀歌唱大賽準決賽司儀。 同年，客串參演電影《四眼仔》及《法外情》。
1986年，鄧麗盈與鍾保羅、鄭丹瑞、林憶蓮等主持無綫電視音樂節目《勁歌金曲》及《勁歌金曲季選》， 又曾推出其惟一一張唱片《鄧麗盈》，主打歌為《傷心多一次》，是由臺灣男歌手童安格作曲、臺灣女歌手王芷蕾原唱的國語歌曲《明天你是否依然愛我》的粵語版，然唱片推出後反應平平。 同年，接拍恐怖片《凶貓》，為其惟一擔綱主演的電影，該片於1987年初上映。 1987年，鄧麗盈因大學學業關係，決定不與無綫電視續約。 此後淡出幕前。
1989年，鄧麗盈參演由廉政公署製作的電視劇《廉政先鋒》（第三輯）中第八集〈引渡令〉單元，飾演梁家輝妻子。  1997年，鄧麗盈客串主持香港電台資訊節目《投資本色》， 其後息影。

## 私人生活
鄧麗盈退出娛樂圈後，嫁予藝人楊盼盼前夫Jimmy Chan。育有一女一子。

## 電視演出

### 電視劇（亞洲電視）
- 1984年：《101拘捕令第三輯之勇敢新世界》（與羅樂林等）

### 電視劇（其他）
- 1983年：《溫馨集》〈片段〉（與倫志文）
- 1983年：《香港香港》〈最後關頭〉（與凌文海）
- 1989年：《廉政先鋒》（第三輯）第八集〈引渡令〉（與梁家輝）

### 節目主持（無綫電視）
- 1985年：《歡樂今宵》之「激光旋律」（與鍾保羅）
- 1985年：第四屆新秀歌唱大賽準決賽（與梁朝偉）
- 1985年：《K-100》[14]
- 1985年：《絲綢之路》（與葉特生）[7]
- 1986年：《勁歌金曲》（與鍾保羅、鄭丹瑞、林憶蓮）
- 1986年4月26日：《1986年度勁歌金曲第一季季選》（與鍾保羅、鄭丹瑞）
- 1986年7月26日：《1986年度勁歌金曲第二季季選》（與鍾保羅、鄭丹瑞）
- 1986年10月25日：《1986年度勁歌金曲第三季季選》（與鍾保羅、鄭丹瑞）
- 1986年12月20日：《1986年度勁歌金曲第四季季選》（與鍾保羅、鄭丹瑞）

### 節目主持（香港電台）
- 1997年：《投資本色》

### 其他演出（無綫電視）
- 1985年：《歡樂滿東華》粵劇折子戲《鳳閣恩仇未了情》演出（與鄧藹霖）[15]
- 1985年：《一九八五年香港競飲大賽》
- 1997年：《廣告大贏家》第19集

## 電影演出
- 1985年：《四眼仔》（與譚詠麟、鄧碧雲、董驃、葉智強等）
- 1985年：《法外情》（與劉德華、葉德嫻等）
- 1987年：《凶貓》（與劉家良、鄭浩南等）

## 舞台劇
- 1985年：《新的戀人》（與林珊珊、鄭丹瑞）[16]

## 音樂作品

### 專輯
| 專輯 # | 專輯名稱 | 發行日期 | 發行商       | 專輯類型 | 曲目 |
| ------ | -------- | -------- | ------------ | -------- | --- |
| 1      | 鄧麗盈   | 1986年   | 香港華納唱片 | 大碟     | 曲目 Vinyl 1. 傷心多一次 2. 迷失 3. 如影如煙 4. 戀愛幻覺 5. 秒秒鐘想你 6. 溶解我（電影《逃出珊瑚海》主題曲） 7. 若你記起我 8. 戀愛密碼 9. 清濁之間 10. 舊迷 11. 情若流水（無綫電視劇《狄青》插曲） 12. 溶解我（Disco版） |

### 單曲
- 1985年：《再不要問》（無綫電視劇《遁甲奇兵》插曲，與夏韶聲合唱，收錄在夏韶聲同名專輯內）

## 外部連結
- 鄧麗盈在互联网电影资料库（IMDb）上的資料（英文）
- 鄧麗盈在香港影庫上的簡介